# 内画壶

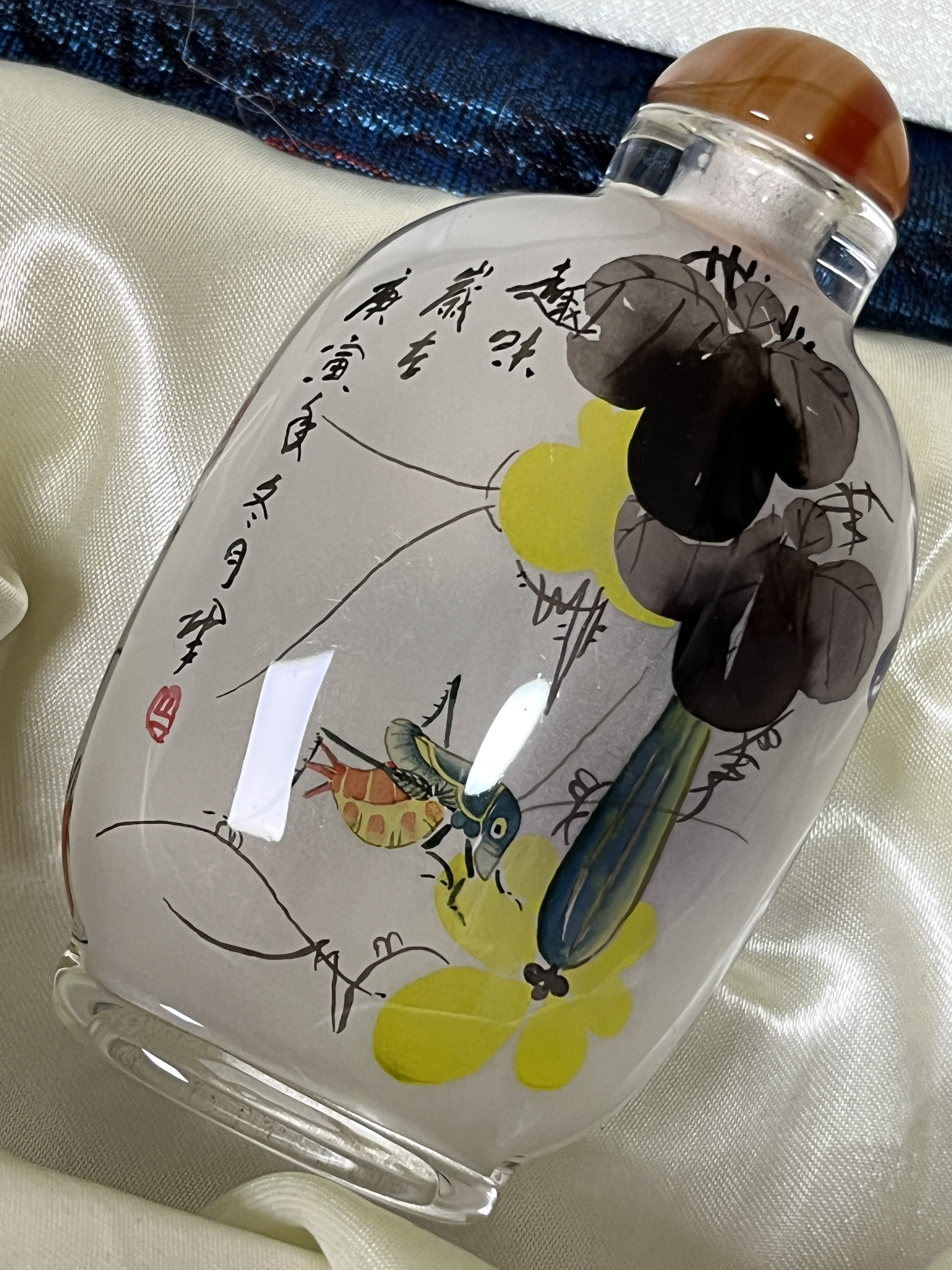

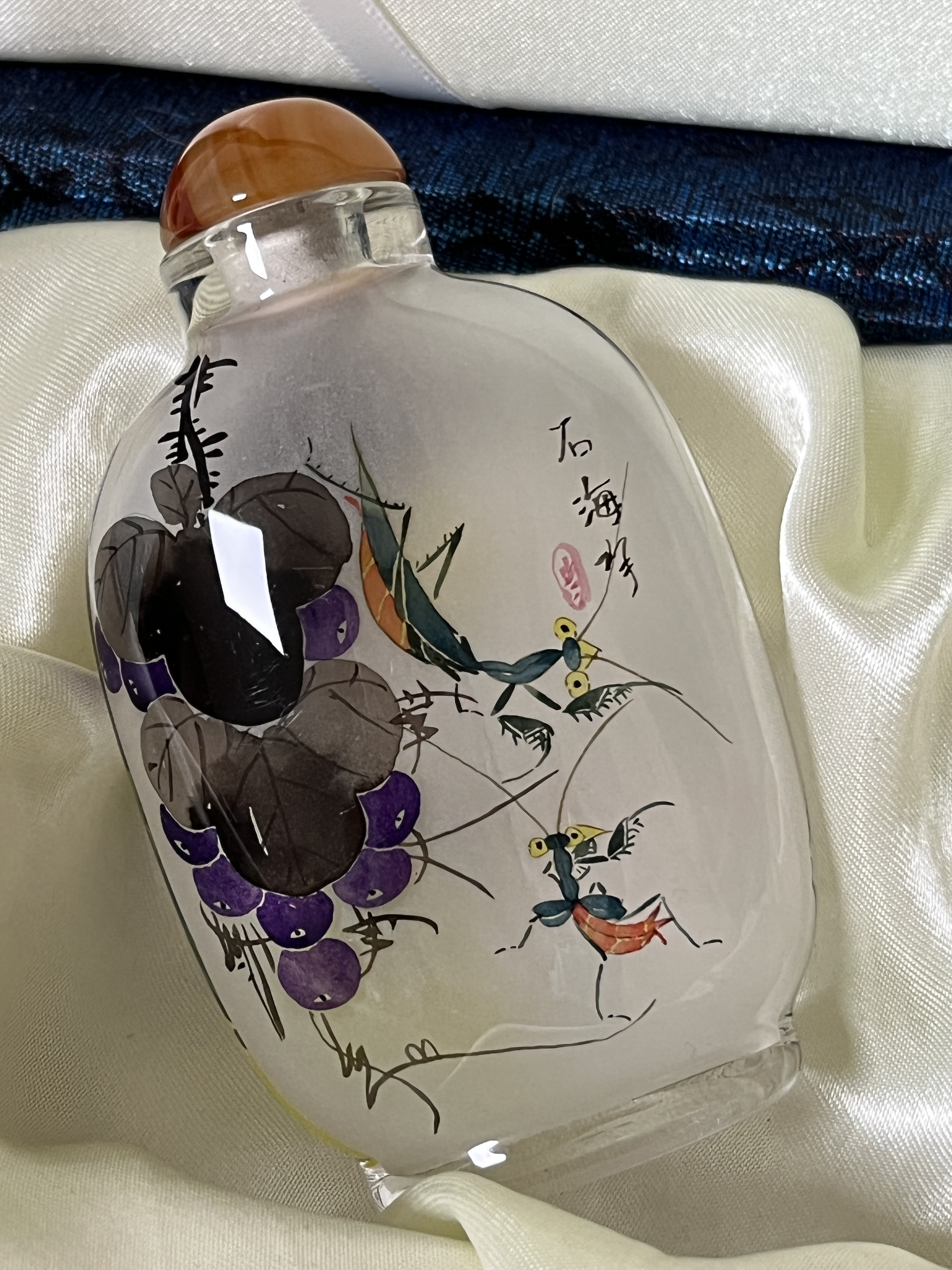

内画壶是清朝末年发展起来的一种中国工艺品，最开始只是为了装饰鼻烟壶，后来逐渐发展成为一种独特的工艺。一般用半透明料器制造的鼻烟壶，也有高级的用水晶、玛瑙、翡翠等制作的，壶体一般采用扁平的，以便有两个平面做画，用一种特制的小竹笔，从壶口伸入，倒着在瓶子里做画，因此需要非常高超的技艺，在做画以前还需要用铁砂在壶中摇动，使内部表面变成毛玻璃状，工艺复杂，完全用手工制造，原则上各种绘画方法都可以使用，但一般都是中国画。以前西方人根本不相信是直接画的，但现在工艺已经公开，制作场所可以参观，立即成为世界著名的工艺品，为了适应各种欣赏习惯，现在也有在内画壶中绘制油画的。
早期用竹彼此在口小如豆的鼻烟壶内作画，线条粗旷，画面古朴浑厚；20世纪60年代，内画艺人将竹笔改为毛笔在细长的竹笔弯头上绑上笔豪用来作画，使内画技艺更加丰富细腻，细微之处需用4、5倍以上的放大镜观看。作画的器物也由单一的鼻烟壶扩展到花瓶、首饰盒、水晶球、笔筒等各种造型的摆件上。
內畫壺的起源可以追塑到清乾隆年間，当时的鼻烟壶用玻璃和水晶制成，太光滑，即使用特制的小竹笔进行内画，仍常常打滑，所以当时的图案花纹都比较简单。但其主要發展是在清末時期，材质也有了玉器、陶瓷、金属等多种类型。在內畫鼻煙壺的發展過程中，主要有京、魯、冀三大內畫流派。而每一派都有其主要代表性人物，在清末的“內畫名家”中最著名的也最有藝術成就的為：馬少宣、葉仲三、周樂元這三人，人稱“登堂入室馬少宣，雅俗共賞葉仲三，陽春白雪周樂元”。
到了近代，內畫壺有了更足的發展空間，並衍生了一門獨特的藝術門類-內畫藝術，當代內畫屆的泰斗張廣慶大師就代表中國參加了1982年世博會，那是中國1949年建國以來首次參加世博會-萬國博覽會：當代名家有：李克昌、張廣慶、王習三。

## 外部連結
- 赛壶艺术:书画、内画门户网站 （页面存档备份，存于）
- 翠琦轩内画 （页面存档备份，存于）
- 艾姆森内画:内画四大流派[永久]
- 中国内画艺术网:内画鼻烟壶的起源
- 古月軒鼻煙壺:介紹各種不同鼻煙壺及其鑑定方法 （页面存档备份，存于）
- 内画历史英文 （页面存档备份，存于）
- 世界鼻煙壺協會 （页面存档备份，存于）